# Perry McCarthy
Perry McCarthy (Londres, 3 de marzo de 1961) es un expiloto británico de automovilismo. En Fórmula 1 participó en 10 Grandes Premios sin conseguir la clasificación en ninguno, actualmente es comentarista de la BBC.

## Antes de Fórmula 1
Luego de ganar algunos torneos de poca importancia, Perry participó en algunas competencias de Fórmula 3 Británica y Fórmula 3000, sus grandes demostraciones de pilotaje lo catalogaron como un diamante en bruto para el futuro.

## Fórmula 1

### Footwork Arrows
En 1991 firmó un contrato con el constructor anglojaponés Footwork Arrows llegando a marcar mejores tiempos que los pilotos titulares.

### Andrea Moda
Finalmente ganó un asiento titular en el equipo Andrea Moda, sin embargo, la poca financiación por parte de los dueños del equipo y el enfrentamiento de Perry con estos llevó a que no pudiera clasificar a ninguna carrera.

### Williams y Benetton
Finalmente Perry terminó su carrera por la máxima categoría siendo probador de dos de las escuderías dominantes de los 1990 Williams y Benetton, cuando en 1999 su contrato terminó con los italianos anunció su retiro.

## Después de Fórmula 1
En 2002 y 2003 participó en algunas carreras de la Le Mans Series y fue The Stig en la serie de TV Top Gear, a partir de 2004 es comentarista de la BBC.

## Resultados

### Fórmula 1
(Clave) (negrita indica pole position) (cursiva indica vuelta rápida)

| Año     | Escudería           | 1   | 2   | 3       | 4        | 5        | 6        | 7       | 8       | 9        | 10     | 11       | 12      | 13  | 14  | 15  | 16  | Pos. | Puntos |
| ------- | ------------------- | --- | --- | ------- | -------- | -------- | -------- | ------- | ------- | -------- | ------ | -------- | ------- | --- | --- | --- | --- | ---- | ------ |
| 1992    | Andrea Moda Formula | RSA | MEX | BRA DNP | ESP DNPQ | SMR DNPQ | MON DNPQ | CAN DNP | FRA DNP | GBR DNPQ | GER EX | HUN DNPQ | BEL DNQ | ITA | POR | JPN | AUS | NC   | 0      |
| Fuente: |                     |     |     |         |          |          |          |         |         |          |        |          |         |     |     |     |     |      |        |